# Baumwollmaus

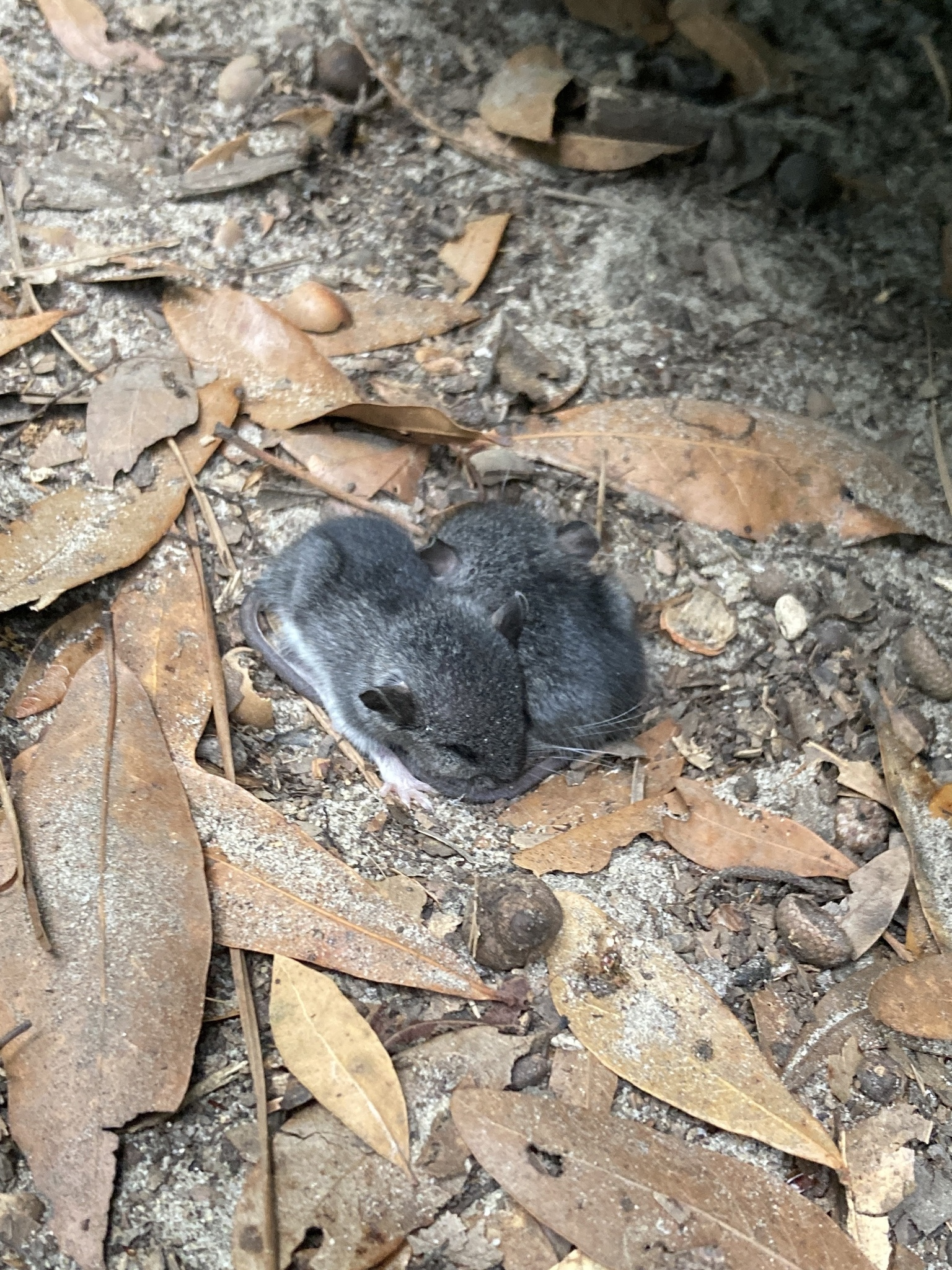
Nachwuchs der Baumwollmaus

Die Baumwollmaus (Peromyscus gossypinus) ist ein Nagetier in der Gattung der Weißfußmäuse, das in Nordamerika vorkommt.

## Merkmale
Verglichen mit anderen Gattungsmitgliedern ist die Art groß und robust. Auf der Oberseite kommt kastanienbraunes, dunkelbraunes oder graubraunes Fell vor, wobei die zentralen Bereiche des Rückens am intensivsten gefärbt sind. Die weiße Unterseite ist deutlich abgegrenzt. Die Baumwollmaus hat große, abgerundete, graue Ohren. Ihr spärlich behaarter Schwanz ist oberseits bräunlich und unterseits weiß, obwohl die Einteilung bei einigen Exemplaren nicht deutlich ist.  Die morphologischen Differenzen zu anderen Weißfußmäusen sind marginal und meist nur vom Fachpersonal erkennbar.
Die Art erreicht eine Kopf-Rumpf-Länge von 71 bis 116 mm, eine Schwanzlänge von 55 bis 97 mm und ein Gewicht von 17 bis 46 g. Die Hinterfüße sind 16 bis 26 mm lang und die Länge der Ohren beträgt 10 bis 21 mm. Die Zahnformel der Baumwollmaus ist I 1/1, C 0/0, P 0/0, M 3/3, was zusammen 16 Zähne ergibt.

## Verbreitung
Das Verbreitungsgebiet der Baumwollmaus reicht vom Golf von Mexiko bis in den Osten von Texas, nach Südost-Oklahoma, nach Südost-Missouri, bis in den Süden von Illinois und Kentucky sowie nach Südost-Virginia. Die Art ist ein typischer Bewohner des Great Dismal Swamp, der Sumpfgebiete am Chowan River und am südlichen Mississippi River. Neben Feuchtgebieten kann die Baumwollmaus in Laubwäldern, am Rande von intensiv genutzten Ackerflächen, auf extensiv genutzten Feldern, auf Sanddünen mit Buschbewuchs oder in Salz-Savannen angetroffen werden. Am häufigsten tritt die Art in Gebieten auf, die periodische Überschwemmungen aufweisen.

## Lebensweise
Die Baumwollmaus bewegt sich auf dem Boden und klettert auf Bäumen oder anderen Pflanzen. Sie versteckt sich hinter Baumstümpfen, unter Holzklötzen, hinter loser Baumrinde, unter Moos, in Höhlen oder Felsspalten, in selten genutzten Gebäuden oder in Erdlöchern, die von Schildkröten gegraben wurden. Das Nest für die Aufzucht der Nachkommen liegt meist erhöht, bis zu 6 Meter über dem Boden. Für diese Baue werden Blätter mit verschiedenen Pflanzenfasern verwoben.
Die Individuen sind Allesfresser, wobei zeitweilig bis zu ¾ der Nahrung tierischen Ursprungs sind. Typische pflanzliche Bestandteile der Nahrung sind Nüsse, Pilze, Baumsamen und Eicheln. An Tieren werden Schnecken, Insekten, Spinnen und andere wirbellose Tiere gefressen. Für die Baumwollmaus wurden Reviergrößen zwischen 0,2 und 0,8 Hektar registriert. Sie ist hauptsächlich nachtaktiv. Das Schwimmvermögen der Art ist gut ausgeprägt.
Bei Populationen in Florida und Texas können Weibchen zu allen Jahreszeiten Nachkommen zeugen. Im nördlichen Teil des Verbreitungsgebiets reicht die Paarungszeit von März bis Oktober. Weibchen, die noch den vorherigen Wurf säugen sind durchschnittlich 30 Tage trächtig, während bei anderen Weibchen die Geburt etwa 23 Tage nach der Paarung erfolgt. Bei der Geburt sind die Jungtiere nackt und blind. Pro Wurf kommen bis zu 7 Nachkommen vor, meist 3 bis 5, die drei oder vier Wochen gesäugt werden. Junge Baumwollmäuse sind einen oder zwei Monate nach der Geburt geschlechtsreif. Jede Generation kann mehrere Würfe zeugen. Die meisten Exemplare leben höchstens ein Jahr und die maximale Lebensdauer in der Wildnis liegt bei zwei Jahren. Exemplare in Gefangenschaft konnten ein Alter von 6 Jahren erreichen. Mehrere kleine bis mittelgroße Beutegreifer zählen zu den natürlichen Feinden der Art.

## Systematik
Es gab Vorschläge verschiedene Populationen auf Inseln im Golf von Mexiko als Unterarten zu führen. Genetische Studien konnten die Grenzen zwischen den hypothetischen Unterarten nicht verifizieren.
Im Labor kam es häufig zu Hybriden mit der Eigentlichen Weißfußmaus (Peromyscus leucopus). In der Natur traten Kreuzungen dagegen nur vereinzelt auf.
Eine der vorgeschlagenen Unterarten ist die ausgestorbene Chadwick-Beach-Baumwollmaus.

## Bedeutung und Bedrohung
Die Baumwollmaus hat als Verbreiter von Baumsamen eine wichtige ökologische Bedeutung. In Landwirtschaftsgebieten wird sie dagegen als Schädling betrachtet, wenn sie Getreide, Mais, Baumwollsamen oder Sojabohnen frisst. Dazu besucht sie Kornspeicher und andere Lagergebäude. Die Baumwollmaus wird mit Mausefallen und Giftködern bekämpft.
Für den Bestand der Baumwollmaus liegen keine Bedrohungen vor. Die Populationsdichte liegt meist bei 2 bis 10 Individuen pro Hektar. In seltenen Fällen können bis zu 97 Exemplare pro Hektar auftreten. Die Art wird von der IUCN als nicht gefährdet (Least Concern) gelistet.